# Monastère Notre-Dame-du-Mont-Carmel d'Haïfa
Pour les articles homonymes, voir Notre-Dame-du-Mont-Carmel (homonymie).
Le monastère Notre-Dame du Mont-Carmel est un monastère de carmélites fondé en 1892 et transplanté en 1936 sur les hauteurs de la ville d'Haïfa en Israël. Le bâtiment, situé sur la crête du mont Carmel domine le centre-ville d'Haïfa. Ce monastère est dédié à Notre-Dame du Mont-Carmel.
La communauté monastique rassemble une vingtaine de religieuse de différentes nationalités. La langue parlée dans la communauté est le français. Le monastère tire ses revenus de la vente, aux pèlerins et aux touristes, de bougies et d'objets religieux, ainsi que quelques produits agricoles produits localement.

## Histoire

### La première fondation

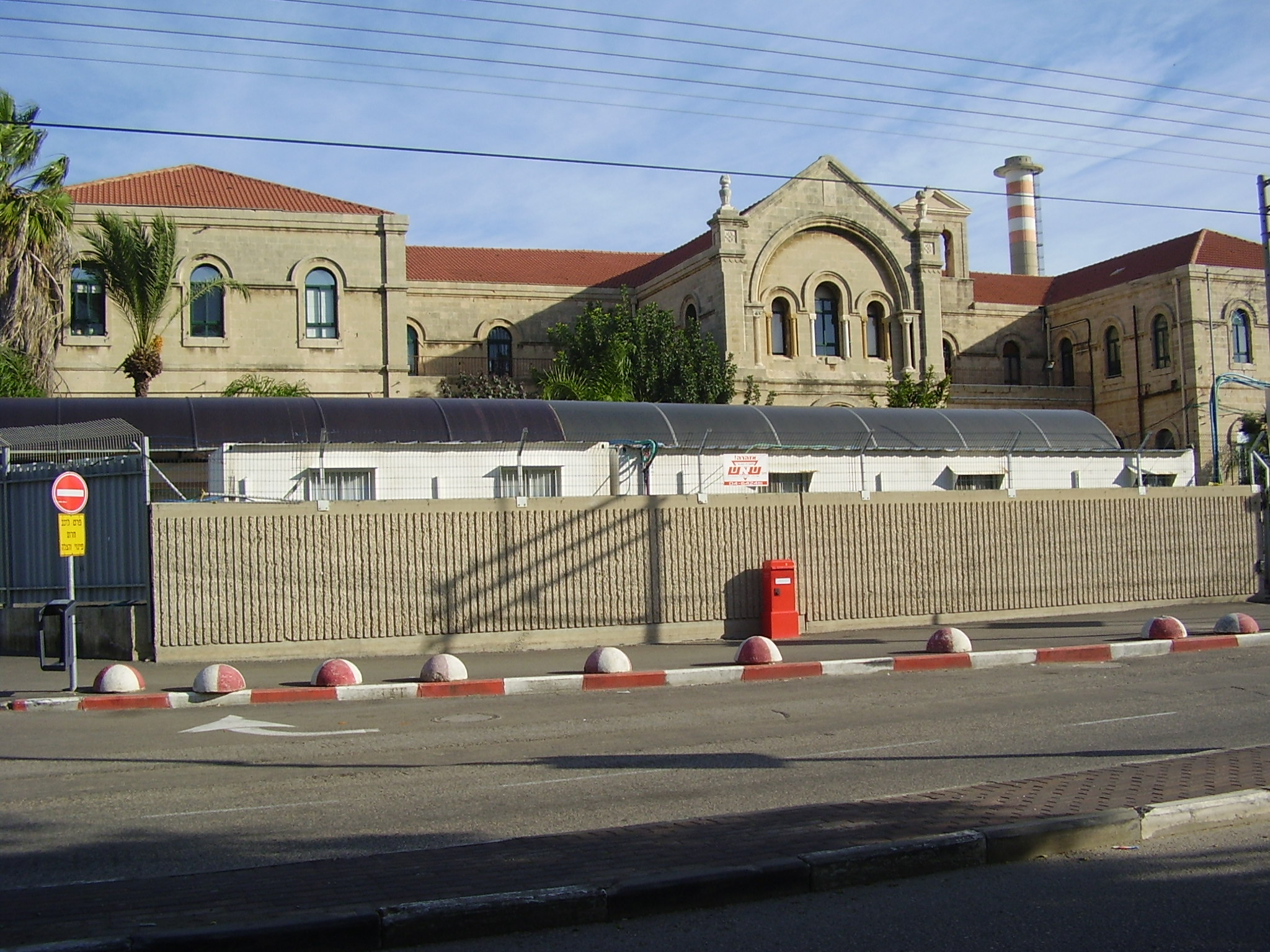
L'ancien carmel d'Haïfa fondé en 1892 puis abandonné au XX)

Ce monastère, dédié à Notre-Dame du Mont-Carmel, est fondé grâce à deux sœurs françaises, Marie et Berthe de Causans, qui ont prononcé toutes les deux leurs vœux chez les carmélites d'Avignon (en religion Sœur Marie du Sacré-Cœur et Sœur Marie de Jésus-Hostie). Elles se portent volontaires en 1873 pour fonder une nouvelle maison en Terre sainte, alors sous autorité ottomane. Elles reçoivent l'aide de deux frères Joseph Lehmann et Augustin Lehmann qui vont les aider dans leurs démarches administratives.
Mais les démarches pour obtenir les autorisations nécessaires vont prendre du temps. Elles doivent attendre 1880 pour obtenir enfin les autorisations, pour la fondation, de l'ordre du Carmel, du Saint-Siège et du patriarcat latin de Jérusalem. 
Le firman permettant la construction du monastère à Haïfa n'est signé que le 16 août 1886 et la première pierre n'est posée qu'en 1888. Les religieuses arrivent en décembre 1891, et elles prennent officiellement possession du monastère le 1er janvier 1892. Mère Marie du Sacré-Cœur en devient la première prieure. Ce premier monastère est installé dans les quartiers Ouest de la ville, près de la mer (sur le site de l'actuel hôpital Rambam).

### Translation du monastère
Dans les années 1920, à la suite de l'implantation du port d'Haïfa et de l'extension urbaine dans le quartier de Bat-Galim, il fut décidé de déplacer le monastère dans le quartier où était déjà implanté le couvent de Carmes.
En octobre 1934 les travaux débutent par l'installation sur le chantier d'une statue de saint Joseph « pour présider et surveiller les travaux ». La première pierre est officiellement posée et bénie lors d'une cérémonie le 12 mai 1935 (après de longs travaux de terrassement).
Le 7 novembre 1936 les travaux sont terminés, les carmélites y emménagent cette même année. L'église et l'autel sont officiellement consacrés le 13 décembre 1936 par Mgr Barlassina.
Le nouveau bâtiment est construit suivant l'architecture néogothique.

## L'église

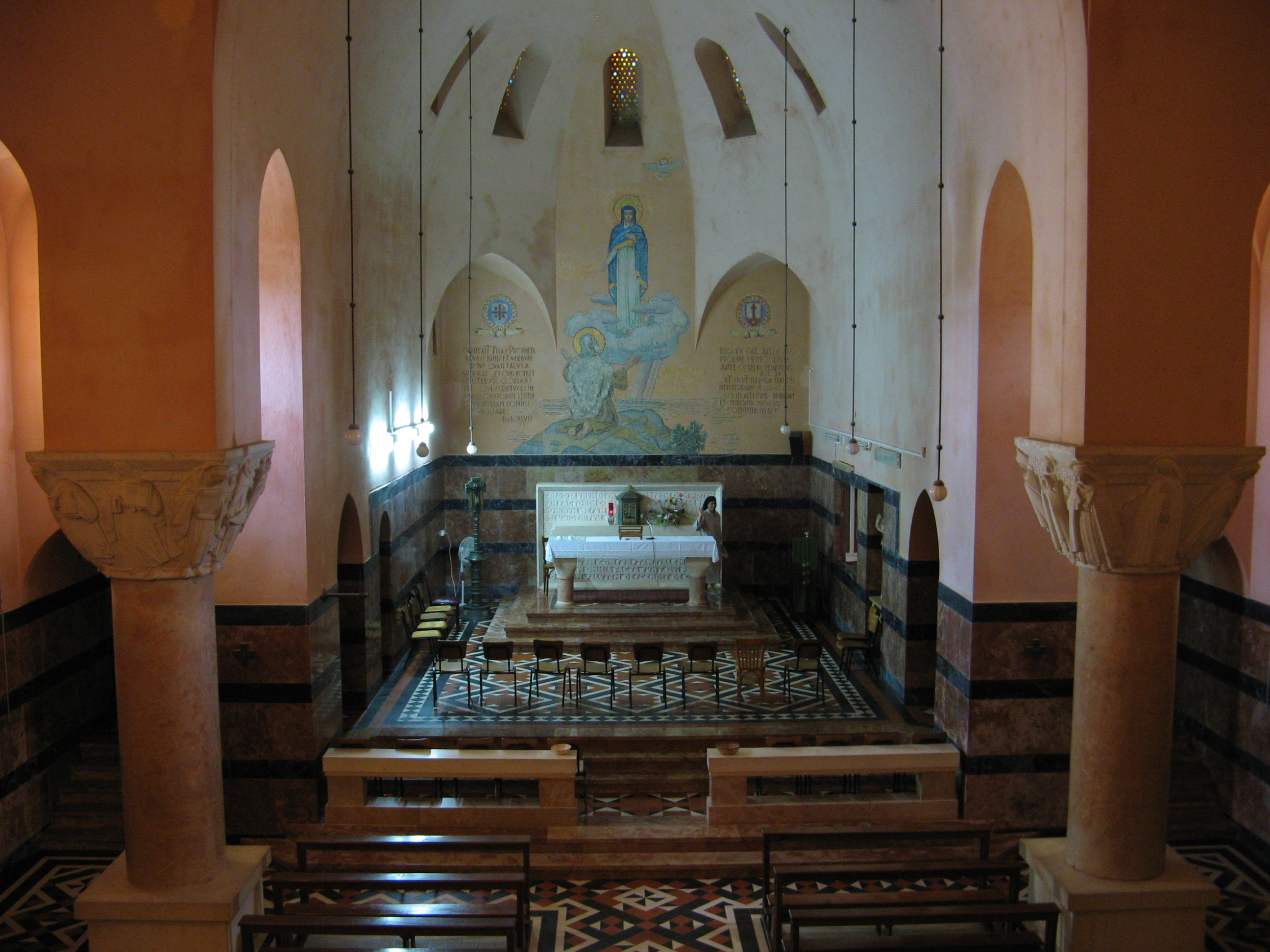
Vue de l'église depuis les tribunes. Au centre de l'image, sur le mur de l'autel : la fresque de la Vierge et d’Élie. Sur les côtés, les deux piliers soutenant le toit de l'église.

L'église est située dans la partie orientale du monastère. 
Au-dessus de la porte d'entrée face à l'est, se trouve un médaillon sculpté par Roger de Villiers et représentant la Vierge à l'Enfant, ainsi que cinq vitraux. La structure de l'édifice est portée par quatre colonnes massives, couvertes de marbre. Les colonnes divisent l'espace en trois nefs (une grande nef centrale et deux latérales). 
Le sol est composé d'un pavage géométrique brun, noir et blanc. 
Sur le mur situé derrière l'autel (orienté, contrairement à la coutume, vers l'ouest), se trouve une mosaïque qui dépeint le prophète Élie à genoux sur le Mont Carmel, en prière, devant la Vierge placée debout sur un nuage au-dessus de la mer. Au-dessus de la Vierge Marie se trouve une colombe représentant le Saint-Esprit. Sur les deux côtés de la mosaïque sont représentés les blasons de la Custodie de Terre Sainte et de l'ordre du Carmel. L'autel se trouve sur une plate-forme de marbre posée au sommet de trois marches, face au mur. Des textes sacrés sont gravés sur la pierre.
Le dôme est percé de quatre vitraux, en son centre une mosaïque représente la figure du Christ, tenant le monde dans sa main gauche, donnant sa bénédiction de la main droite, et flanqué par les lettres Alpha et oméga. Tout autour de lui, différents symboles représentent les planètes du système solaire. 
La partie inférieure des murs de l'église est couverte de bandes de couleur noir, brun et rouge. Les 14 croix numérotées symbolisent les 14 stations du chemin de croix.

## La communauté monastique
La communauté compte une vingtaine de religieuses de dix nationalités. Certaines sœurs font un séjour de quelques années (parfois pour des études, ou pour une aide ponctuelle) et reviennent dans leur monastère d'origine. D'autres y demeurent jusqu'à la fin de leurs jours.
Elles reçoivent dans leur parloir des personnes de toute confession et origine ethnique. Leur vocation est de prier pour toutes les âmes et les intentions qui leur sont confiées sachant que « la beauté du Carmel sera donnée à l'âme qui ressemblera à un désert. »,.

### Vocation monastique
Lors de la fondation du monastère, le pape Léon XIII donne aux carmélites d'Haïfa la mission particulière de : 
- l'union des cœurs (prier pour l'unité de l'Église)[8] ;
- La prière pour le peuple juif « Pour qu'il progresse dans l'amour de Son Nom et la fidélité à son Alliance ».

Cette mission spécifique du monastère a été confirmée et reformulée par Jean-Paul II.

## Illustrations

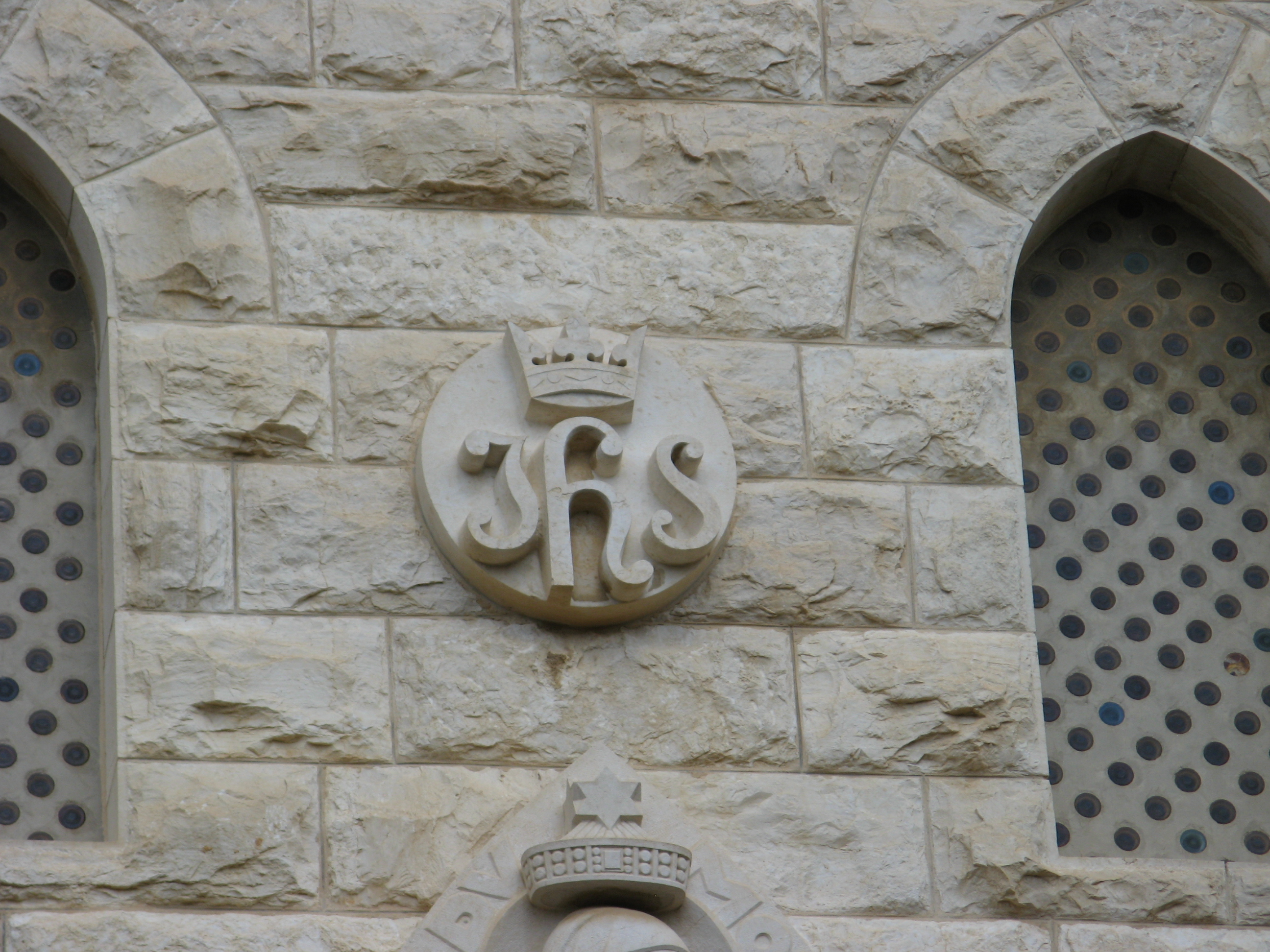
Emblème du Christ-Sauveur.
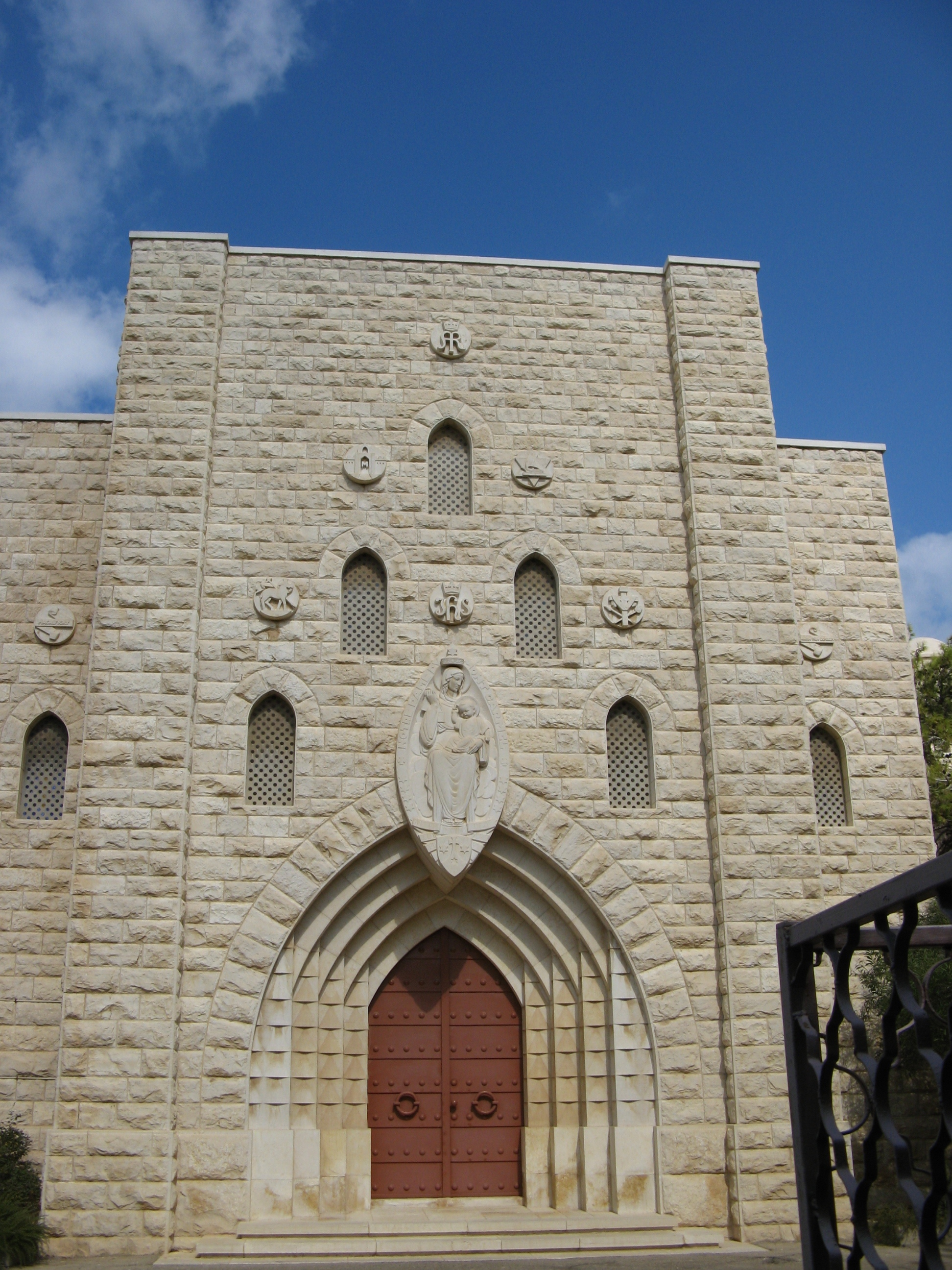
Façade de l'église.
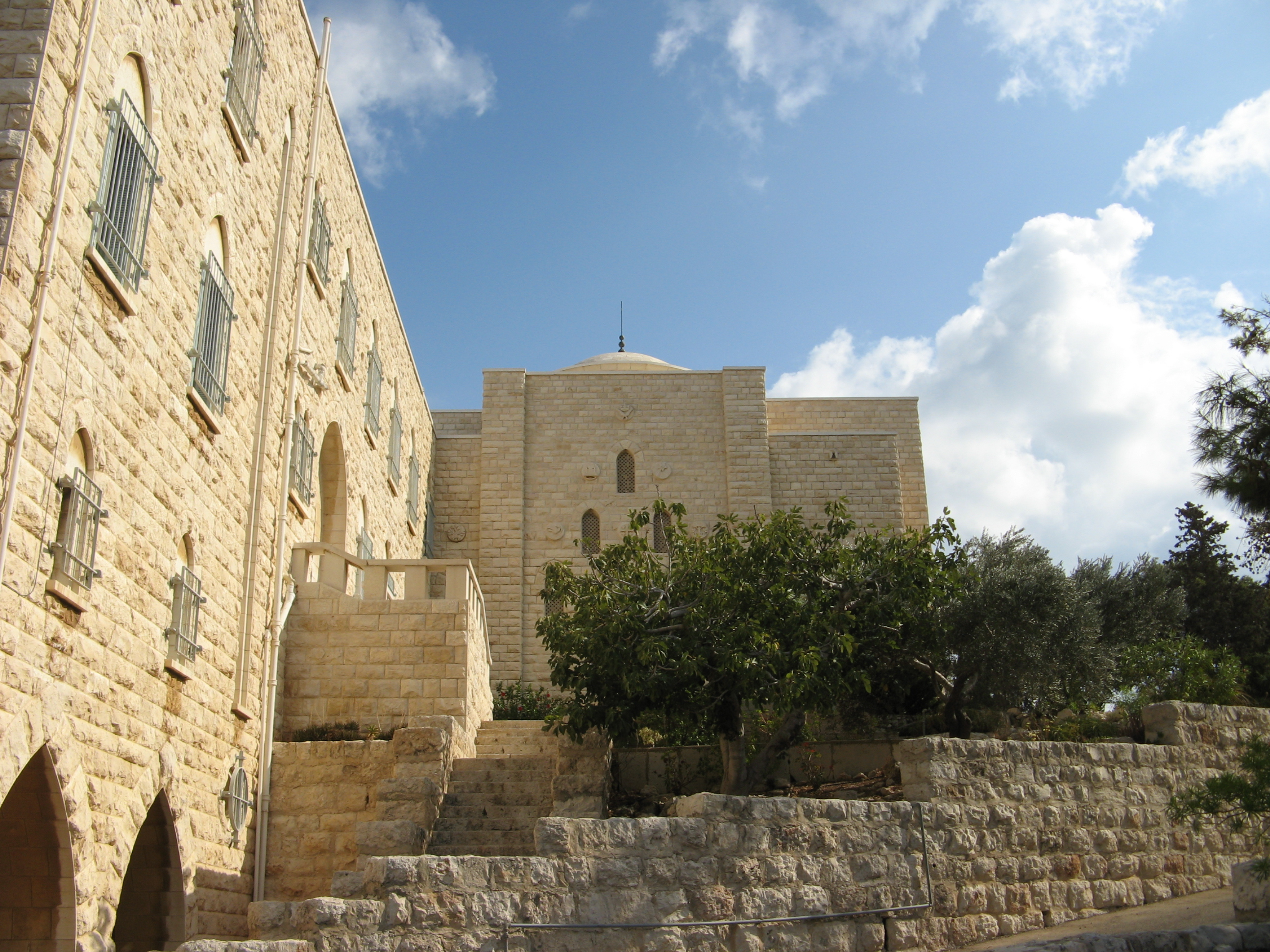
La façade sud de l'église et une partie de son clocher (au centre), la structure du monastère (à gauche)
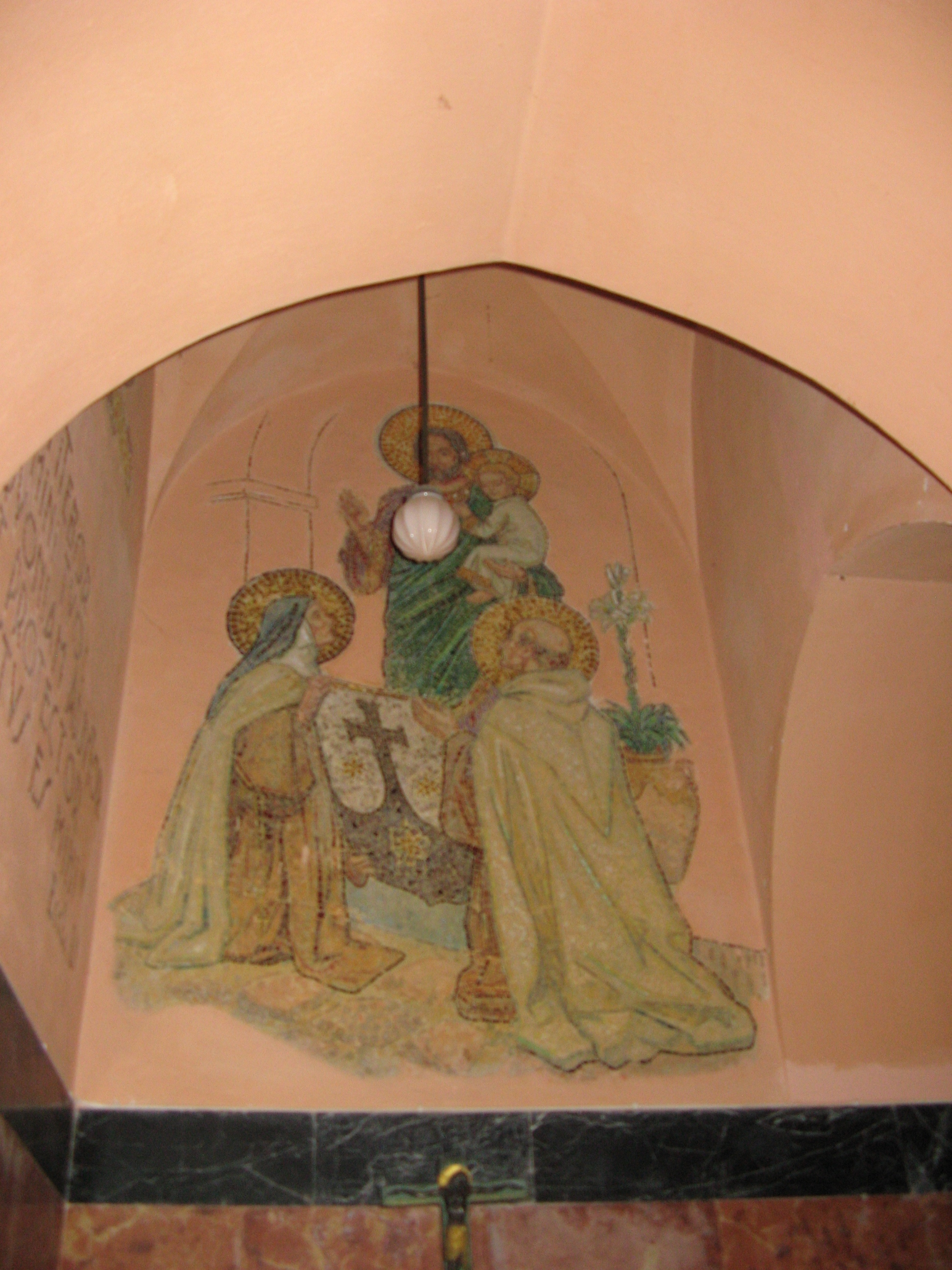
Mosaïque dans l'église (Thérèse d'Avila, Jean de la Croix, Saint Joseph et l'enfant Jésus)
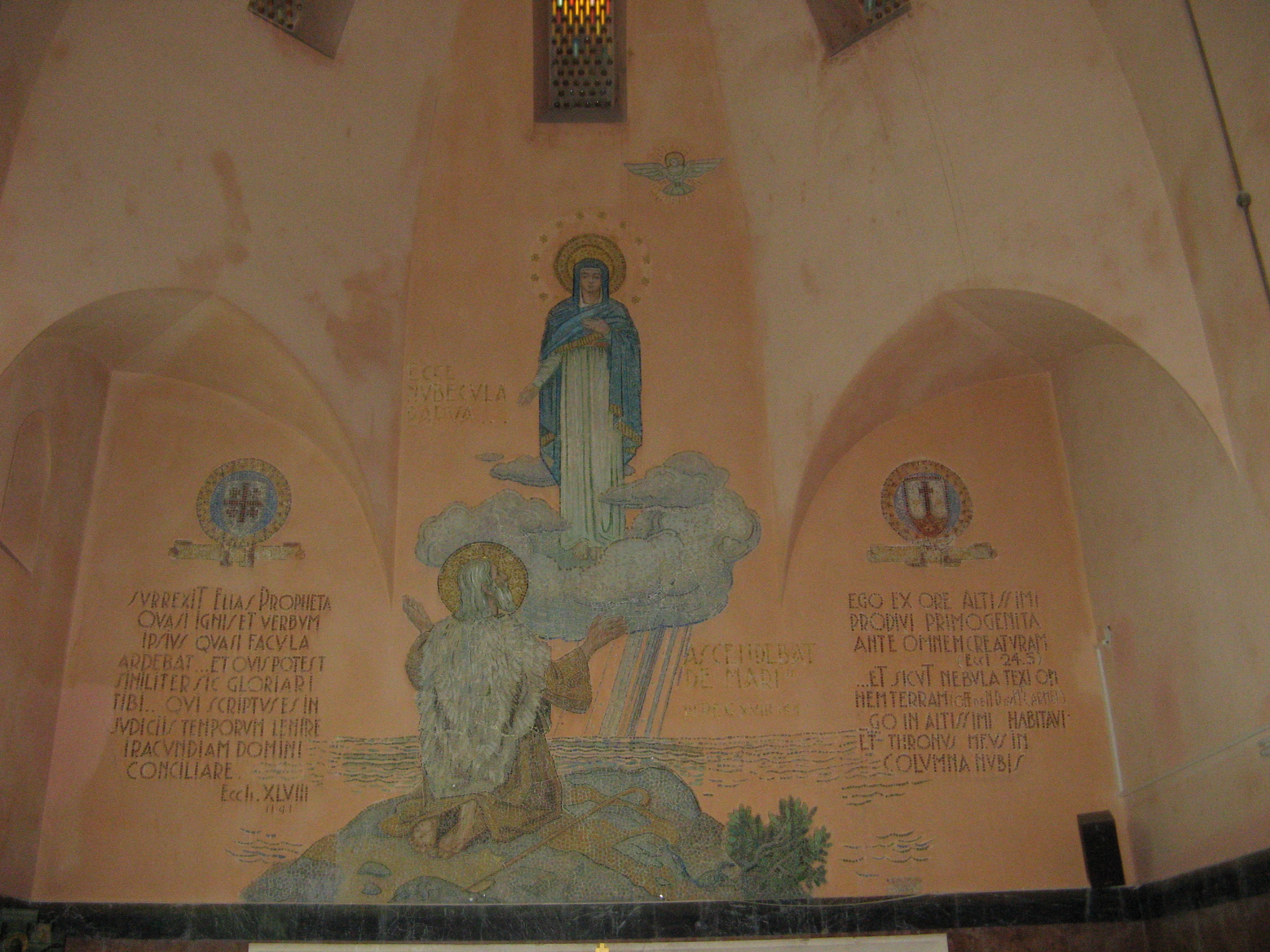
Détail de la fresque de l'église : Élie et Marie sur le petit nuage.
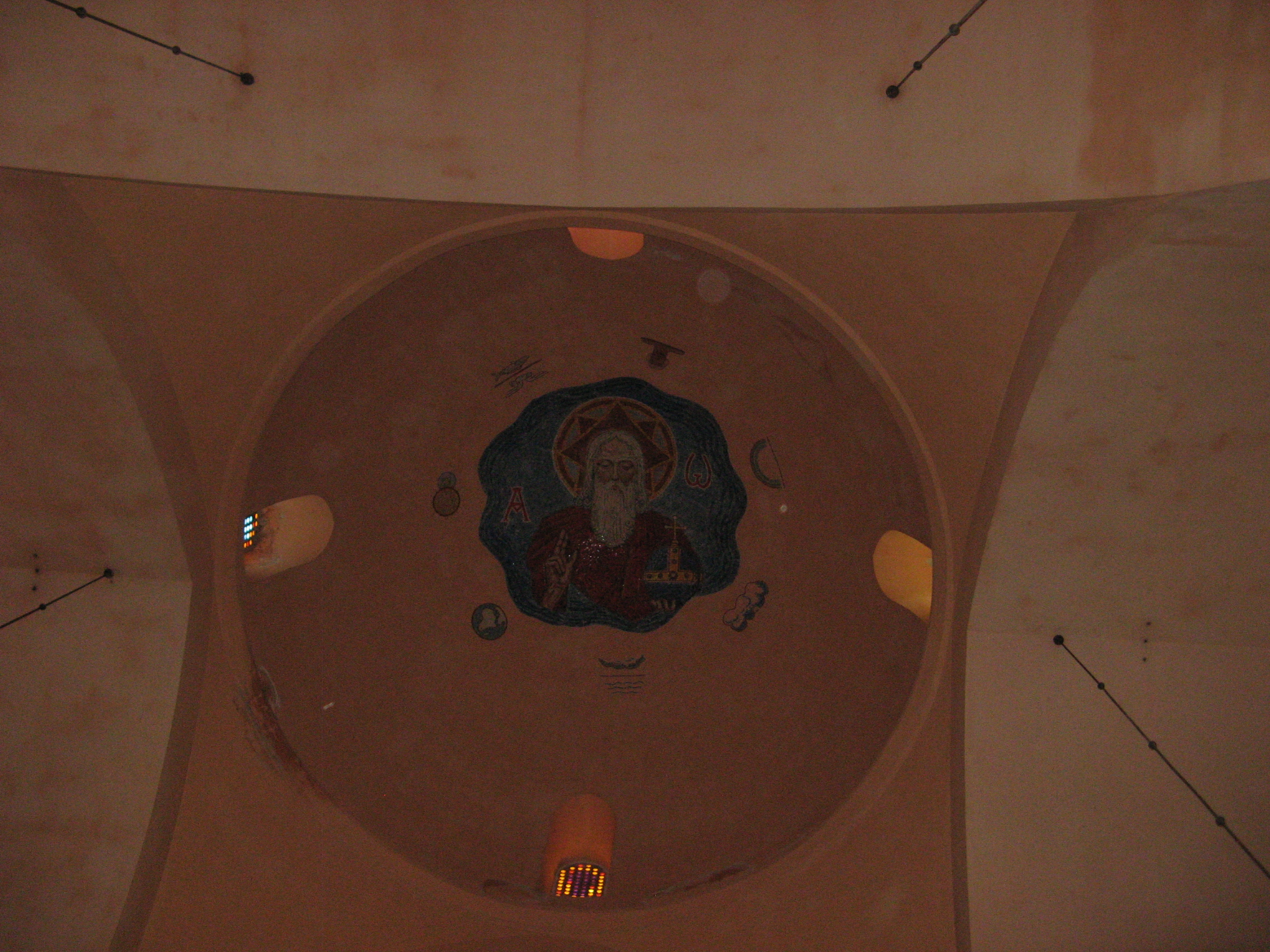
Coupole de l'église. Mosaïque de Léon Guillemaind